# Kochankowie z Księżyca. Moonrise Kingdom
Kochankowie z Księżyca. Moonrise Kingdom (ang. Moonrise Kingdom, 2012) – amerykański komediodramat w reżyserii Wesa Andersona.
Światowa premiera filmu miała miejsce 16 maja 2012 roku, podczas 65. Międzynarodowego Festiwalu Filmowego w Cannes, w ramach którego film brał udział w Konkursie Głównym. Obraz otworzył tenże festiwal.

## Fabuła
Nowa Anglia, lata 60. XX wieku. Skaut Sam Shakusky zakochuje się w niewiele starszej od siebie Suzy Bishop. Nastolatkowie postanawiają uciec od swoich rodzin, co też czynią. Ich ucieczka zostaje mylnie potraktowana jako zaginięcie. Rodzice Suzy oraz kapitan Sharp rozpoczynają zakrojoną akcję poszukiwawczą, która wywraca spokojne miasteczko do góry nogami.

## Obsada
- Jared Gilman(inne języki) jako Sam Shakusky
- Kara Hayward(inne języki) jako Suzy Bishop
- Bruce Willis jako kapitan Sharp
- Bill Murray jako Walt Bishop
- Edward Norton jako instruktor Randy Ward
- Frances McDormand jako Laura Bishop
- Tilda Swinton jako pracownica opieki socjalnej
- Jason Schwartzman jako kuzyn Ben
- Harvey Keitel jako Pierce, zwierzchnik Warda
- Bob Balaban jako narrator

## Nagrody i nominacje
65. Międzynarodowy Festiwal Filmowy w Cannes
- nominacja: Złota Palma – Wes Anderson
- nominacja: Oscary – najlepszy scenariusz oryginalny